# Sapporo
Sapporo (japanisch 札幌市 Sapporo-shi, Ainu サッ・ポロ・ペッ Satporopet dt. „trockener, großer Fluss“) ist mit 1,9 Millionen Einwohnern die größte Stadt und Präfekturhauptstadt von Hokkaidō, der nördlichsten der 47 Präfekturen Japans. Sapporo ist auch der Verwaltungssitz der Unterpräfektur Ishikari.

## Geschichte

### Gründung im 19. Jahrhundert

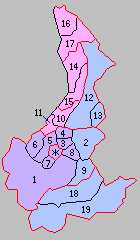
Gemeinden in der Unterpräfektur Sapporo in der Meiji-Zeit. * ist der Sapporo-ku/Stadtkreis Sapporo mit der (größeren, ursprünglich Ainu-) Siedlung, 3. ist das Sapporo-mura/Dorf Sapporo mit der ursprünglichen japanischen Siedlung aus der Edo-Zeit, violett das heutige Stadtgebiet von Sapporo seit 1967

Der mit der Errichtung des modernen Kaiserreichs in der Meiji-Restauration geschaffene Landkreis Sapporo (札幌郡 Sapporo-gun) der Provinz Ishikari wurde 1869 Sitz der Kaitakushi(開拓使), der Kolonialverwaltung von Ezochi, 1882 Sitz der Präfekturverwaltung von Sapporo, nach der Gründung von Hokkaidō 1886 Sitz der im Kaiserreich direkt dem Innenministerium unterstellten Verwaltung von Hokkaidō, das erst seit 1946 gesetzlich gleichwertig als Präfektur gilt.
Der Vorläufer der Stadt Sapporo, der Sapporo-ku (札幌区; ~„Stadtkreis Sapporo“) wurde 1879 vom Landkreis Sapporo getrennt, zu dem weiter das Dorf Sapporo gehörte. 1922 ging aus dem Stadtkreis die in diesem Artikel beschriebene Sapporo-shi/Stadt Sapporo hervor. Das Dorf Sapporo wurde erst 1955 in die Stadt Sapporo eingemeindet. Erst in den 1950er Jahren löste die Stadt Sapporo das nahegelegene und deutlich ältere Otaru als bevölkerungsreichste Stadt Hokkaidōs ab. Die Stadt wurde, ähnlich wie Kyōto oder viele amerikanische Städte, in einem Schachbrettmuster geplant.
Sapporos landwirtschaftliche Universität, die 1869 gegründet wurde und anfangs in Tokio beheimatet war, ist auch durch ihren ersten Präsidenten, William Smith Clark, bekannt geworden. Er wurde von der japanischen Regierung als Berater in Erziehungsfragen eingeladen. Vor allem die Abschiedsworte an seine Studenten, von denen er viele zum Christentum bekehrt hatte, haben einen bleibenden Eindruck hinterlassen: Boys, be ambitious! (dt. „Jungs, seid ehrgeizig!“).

### Ereignisse ab dem 20. Jahrhundert
Sapporo war als Austragungsort der V. Olympischen Winterspiele 1940 vorgesehen. Infolge des Beginns des zweiten Japanisch-Chinesischen Krieges musste Japan die Spiele am 16. Juli 1938 an das IOC zurückgeben. Vor Luftangriffen und Bombardierungen durch die USA im Zweiten Weltkrieg ist Sapporo verschont geblieben.
Schließlich vergab das IOC die Olympischen Winterspiele 1972 an Sapporo. Das waren die ersten Olympischen Winterspiele in Asien. Seitdem verbindet eine Städtepartnerschaft Sapporo mit München, dem Austragungsort der Olympischen Sommerspiele desselben Jahres.
Anlässlich dieses großen internationalen Sportereignisses führten die Organisatoren das Sapporo-Schneefestival als Bestandteil der Olympischen Sportkultur ein und griffen damit auf eine in der Region verbreitete Veranstaltung zurück. Hier gestalteten eingeladene Künstler aus Schnee und Eis eindrucksvolle Skulpturen. Dieses Festival etablierte sich in der Folge als jährliches Event.
Im Jahr 1978 scheiterte Sapporo bei dem Versuch, 1984 ein zweites Mal nach 1972 Olympische Winterspiele ausrichten zu dürfen, erst in der Stichwahl gegen Sarajewo.
Eine ursprünglich geplante Bewerbung für die Olympischen Sommerspiele 2016 gegen die innerjapanischen Konkurrenten Fukuoka und Tokio gab Bürgermeister Fumio Ueda mit Verweis auf die hohen Kosten 2006 auf. Eine weitere Bewerbung für die Austragung der Olympischen Winterspiele 2026 wurde im Verlauf des Bewerbungsverfahrens ebenfalls zurückgezogen.

Galerie
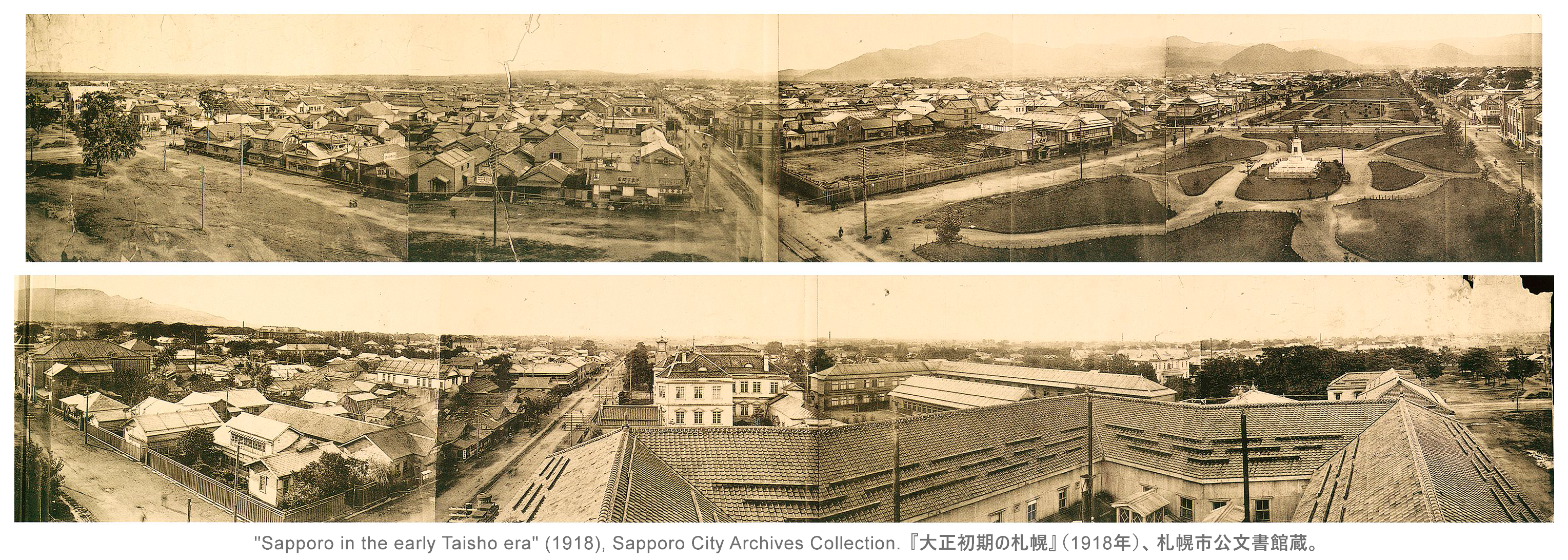
Sapporo, Taisho-Zeit, 1918
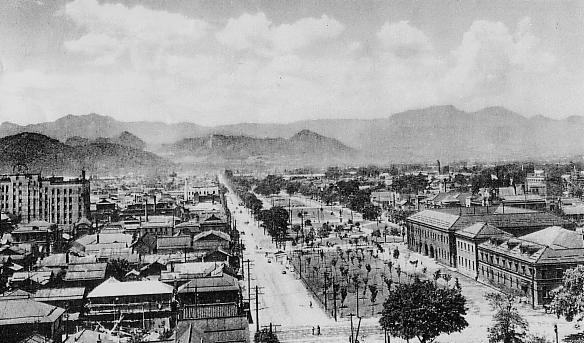
Odori-Park im Jahr 1936
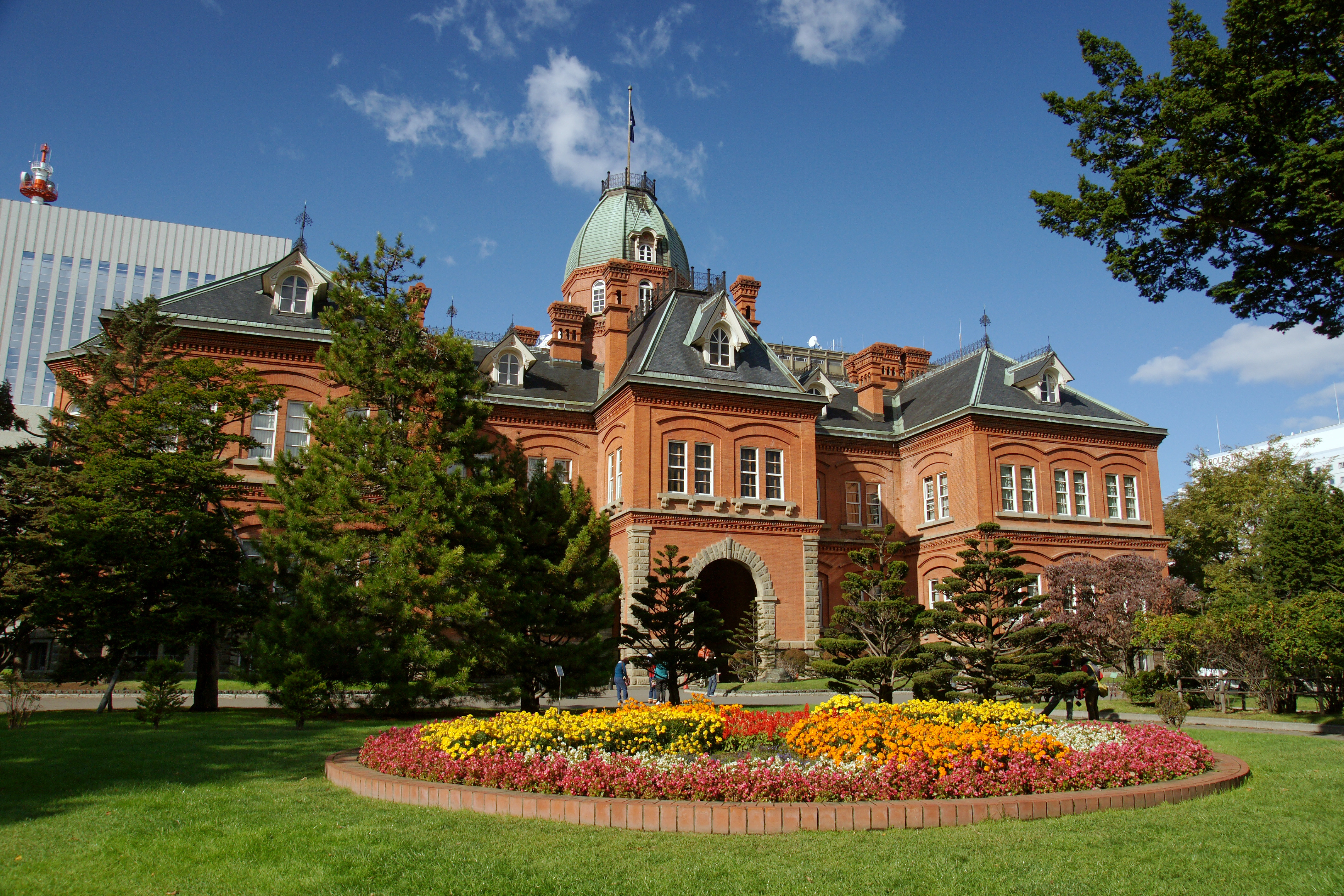
Das alte Regierungsgebäude in Hokkaido
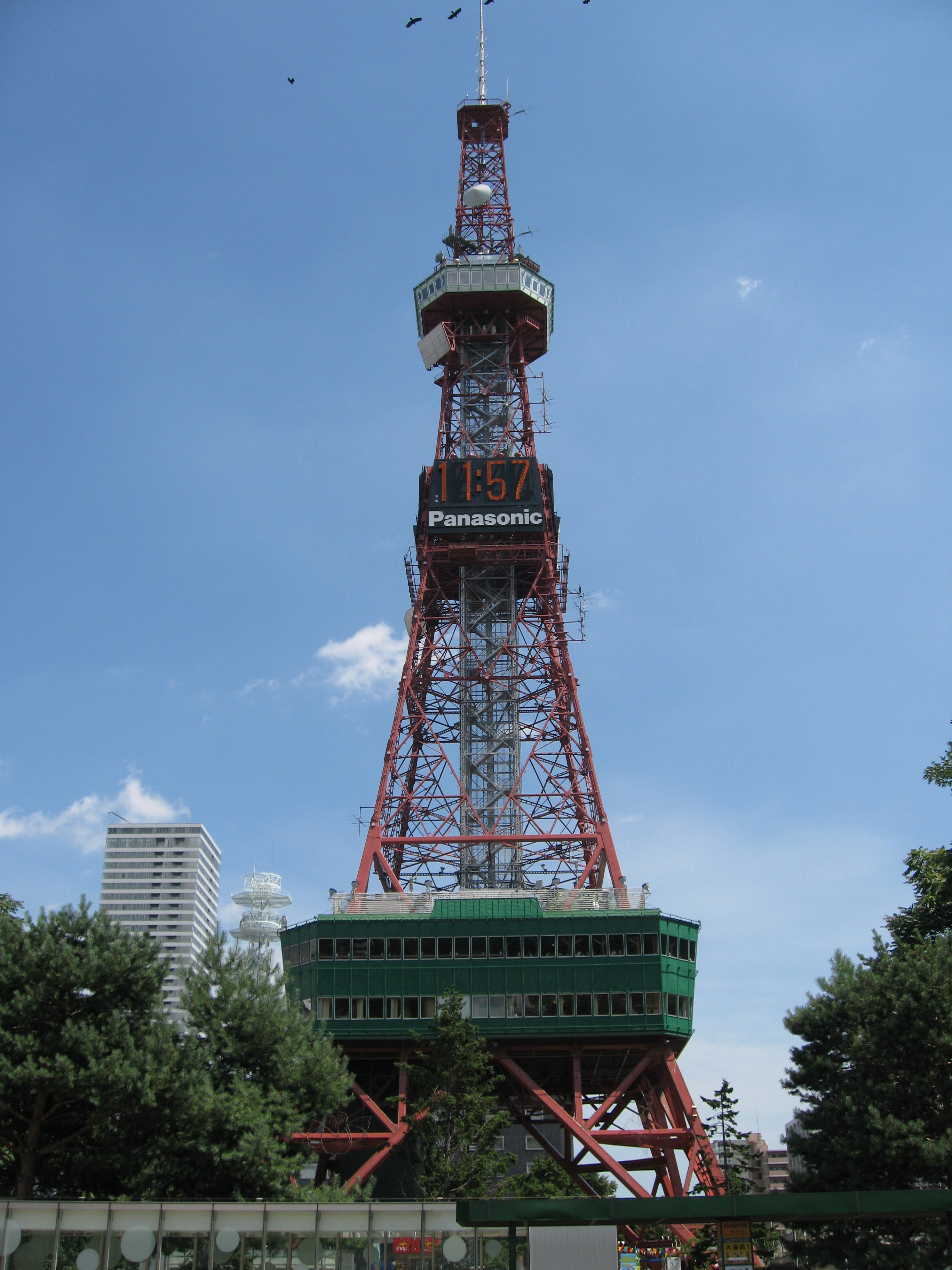
Fernsehturm Sapporo (Baujahr 1957)

## Geografie

### Grünanlagen
Die Stadt Sapporo hat viele Parks. So z. B. den Ōdōri-Park im Zentrum der Stadt, in dem über das Jahr verschiedene jährliche Veranstaltungen und Festivals stattfinden. Zu den größten Parks der Stadt zählt auch der Moerenuma-Park, der nach den Plänen des japanisch-amerikanischen Künstlers und Landschaftsarchitekten Isamu Noguchi errichtet wurde.

### Stadtgliederung
Sapporo gliedert sich in 10 Stadtbezirke (ku):
- Atsubetsu-ku (厚別区)
- Chūō-ku (中央区)
- Higashi-ku (東区)
- Kita-ku (北区)
- Kiyota-ku (清田区)
- Minami-ku (南区)
- Nishi-ku (西区)
- Shiroishi-ku (白石区)
- Teine-ku (手稲区)
- Toyohira-ku (豊平区)

### Angrenzende Städte und Gemeinden
- Ishikari
- Kitahiroshima
- Ebetsu
- Eniwa
- Chitose
- Otaru
- Date
- Kyōgoku
- Kimobetsu
- Akaigawa

### Klima
|                       | Jan   | Feb  | Mär  | Apr  | Mai  | Jun  | Jul  | Aug   | Sep   | Okt   | Nov   | Dez   |   |         |
| Mittl. Tagesmax. (°C) | −0,6  | 0,1  | 4,0  | 11,5 | 17,3 | 21,5 | 24,9 | 26,4  | 22,4  | 16,2  | 8,5   | 2,1   | ⌀ | 12,9    |
| Mittl. Tagesmin. (°C) | −7,0  | −6,6 | −2,9 | 3,2  | 8,3  | 12,9 | 17,3 | 19,1  | 14,2  | 7,5   | 1,3   | −4,1  | ⌀ | 5,3     |
|                       |       |      |      |      |      |      |      |       |       |       |       |       |   |         |
| Niederschlag (mm)     | 113,6 | 94,0 | 77,8 | 56,8 | 53,1 | 46,8 | 81,0 | 123,8 | 135,2 | 108,7 | 104,1 | 111,7 | Σ | 1.106,6 |
|                       |       |      |      |      |      |      |      |       |       |       |       |       |   |         |
| Sonnenstunden (h/d)   | 3,2   | 4,0  | 5,1  | 6,1  | 6,5  | 6,4  | 5,8  | 5,5   | 5,6   | 5,0   | 3,3   | 2,8   | ⌀ | 4,9     |
|                       |       |      |      |      |      |      |      |       |       |       |       |       |   |         |
| Regentage (d)         | 18,1  | 16,0 | 14,2 | 9,0  | 8,5  | 6,5  | 8,0  | 8,5   | 9,7   | 11,7  | 13,9  | 15,4  | Σ | 139,5   |
|                       |       |      |      |      |      |      |      |       |       |       |       |       |   |         |
| Luftfeuchtigkeit (%)  | 72    | 71   | 69   | 64   | 67   | 75   | 78   | 78    | 74    | 69    | 68    | 71    | ⌀ | 71,3    |

| −7,0 |

| −6,6 |

| −2,9 |

| 3,2 |

| 8,3 |

| 12,9 |

| 17,3 |

| 19,1 |

| 14,2 |

| 7,5 |

| 1,3 |

| −4,1 |

| −7,0 |

| −6,6 |

| −2,9 |

| 3,2 |

| 8,3 |

| 12,9 |

| 17,3 |

| 19,1 |

| 14,2 |

| 7,5 |

| 1,3 |

| −4,1 |

## Politik und Verwaltung

### Stadtpolitik
- KPJ: 7
- Minshu shimin rengō („Demokratischer Bürgerbund“; KDP): 17
- Ein-Mitglied-Fraktionen (darunter Shimin Network Hokkaidō): 3
- Ishin/Daichi: 5
- Kōmeitō: 10
- LDP: 26

Wie in jeder japanischen Gemeinde führt ein von den Einwohnern direkt gewählter Bürgermeister die Verwaltung und repräsentiert die Stadt nach außen; ein von den Einwohnern gewähltes Stadtparlament bildet die Legislative.
Der ehemalige Mitte-links-Vizebürgermeister Katsuhiro Akimoto ist seit 2015 Bürgermeister von Sapporo (Sapporo-shichō). Bei den einheitlichen Regionalwahlen im April 2023 wurde er mit breiter antikommunistischer Parteienunterstützung (KDP, Daichi, LDP, Kōmeitō, DVP) mit 56 % der Stimmen gegen den ehemaligen Kommunalbeamten Kaoru Takano und den KPJ-gestützten Hideo Kibata für eine dritte Amtszeit wiedergewählt.
Das Stadtparlament Sapporo (Sapporo-shigikai) hat 68 Mitglieder aus zehn, mit den Stadtbezirken identischen Wahlkreisen. Bei der ebenfalls im einheitlichen Wahlzyklus durchgeführten Stadtparlamentswahl 2023 gewann die LDP 26 Sitze (−1), die KDP 18 (−1), die Kōmeitō unverändert zehn, die KPJ sieben (−3), Net Hokkaidō einen. Die Ishin no Kai gewann aus dem Stand fünf Sitze.

### Vertretung auf Präfektur- und Nationalebene

Karte der seit 2024 gültigen Wahlkreise zum nationalen Abgeordnetenhaus in und um die Stadt Sapporo

Bei ebenfalls im einheitlichen Zyklus stattfindenden Wahlen zum Präfekturparlament (Hokkai-dōgikai) wählen die zehn Wahlkreise, die die zehn Bezirke der Stadt Sapporo bilden, zusammen 28 der insgesamt 100 Abgeordneten.
Bei Wahlen zum Abgeordnetenhaus (Shūgiin), dem Unterhaus des nationalen Parlaments, erstreckt sich die Stadt Sapporo in die Wahlkreise Hokkaidō 1 bis 5 (siehe auch Liste der Wahlkreise zum Shūgiin). Alle fünf wählten 2024 Konstitutionellen Demokraten.

### Städtepartnerschaften
Im 21. Jahrhundert bestehen folgende Partnerschaften mit Orten aus Europa, Amerika und Asien; in Klammern ist das Jahr des Beginns der Partnerschaft angegeben:
- Portland, Vereinigte Staaten (seit Oktober 1959)
- München, Deutschland (seit August 1972)

Im Ōdōri-Park im Stadtzentrum steht als Zeichen der Partnerschaft ein traditioneller bayerischer Maibaum, ein Geschenk der Stadt München. 1991 wurde eine Schrägseilbrücke nach München benannt.
- Shenyang, Volksrepublik China (seit November 1980)
- Nowosibirsk, Russland (seit Juni 1990)
- Daejeon, Republik Korea (seit Oktober 2010)

## Kultur

### Regelmäßige Veranstaltungen
Schneefestival

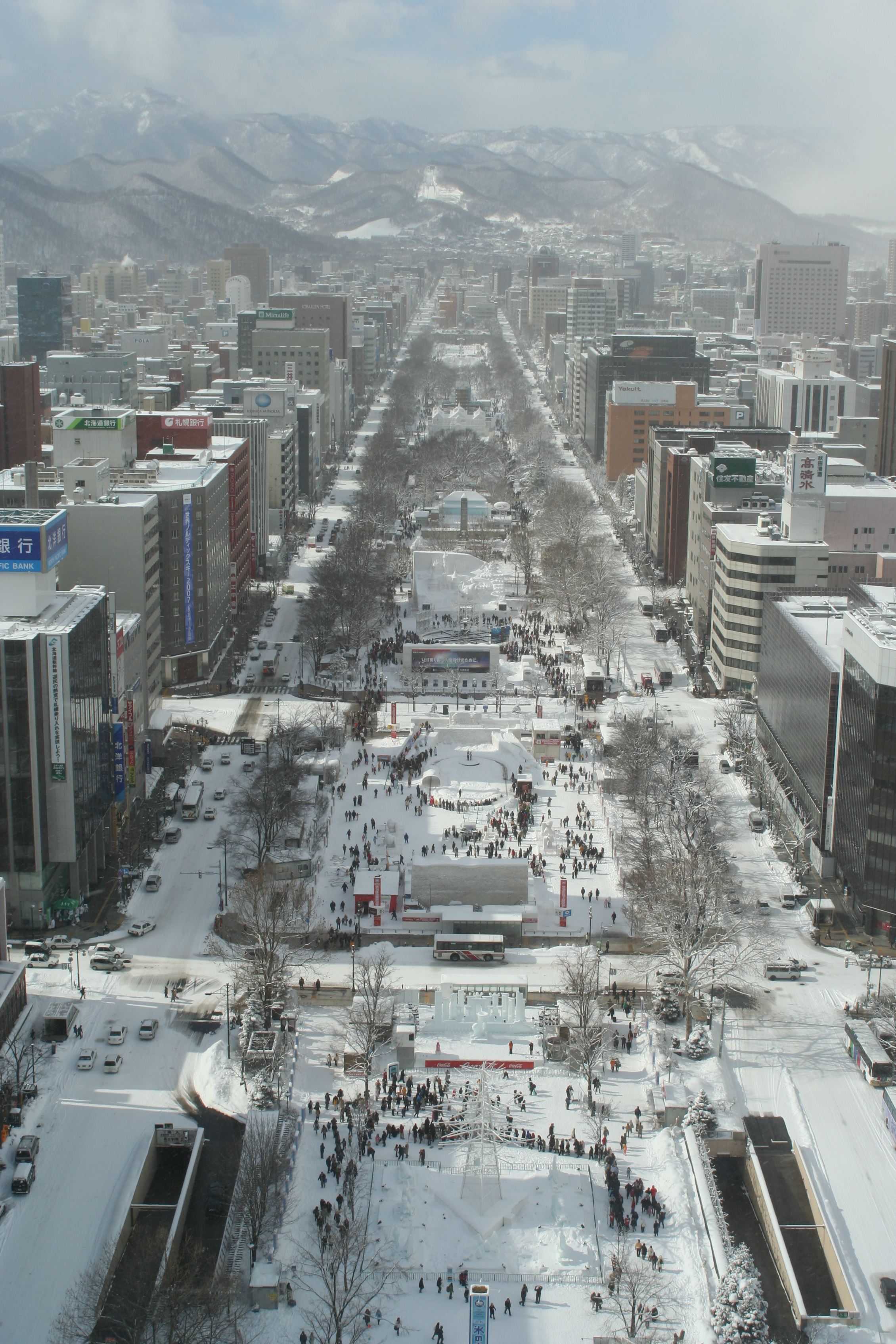
Blick auf den Ōdōri-Park während des Schneefestivals

Sapporos größtes Tourismusereignis ist das alljährlich im Februar stattfindende Schneefestival (雪祭り, yuki matsuri), das 1950 seinen Anfang nahm, als Schüler und Studenten im Ōdōri-Park Statuen aus Schnee bauten. Das Fest wurde inzwischen auf eine Woche verlängert, und es werden auf drei verschiedenen Geländen gut ein Dutzend riesige und hunderte kleinere Schnee- und Eisskulpturen errichtet, die hunderttausende Besucher anlocken. Riesig bedeutet dabei: bis zu 10 m hoch und 30 m breit, bestehend aus 1000 und mehr Lastwagenladungen Schnee. Häufigstes Motiv sind mehr oder weniger berühmte Gebäude aus aller Welt, die oft im Maßstab 1:3 oder gar 1:2 mit allen Details nachgebaut werden, nur eben aus Schnee oder Eis.
Die großen Skulpturen werden von Firmen gesponsert, einige werden auch von den japanischen Selbstverteidigungsstreitkräften als Teil des Wintertrainings erbaut. Lokale Vereine errichten die kleineren Schneeskulpturen, wobei die Nachfrage groß ist. Die verfügbaren Flächen für die Bauten werden unter den Bewerbern verlost. Zudem wird auch ein internationaler Wettbewerb veranstaltet.
siehe auch: Moerenuma-Park

### Bauwerke und Parks

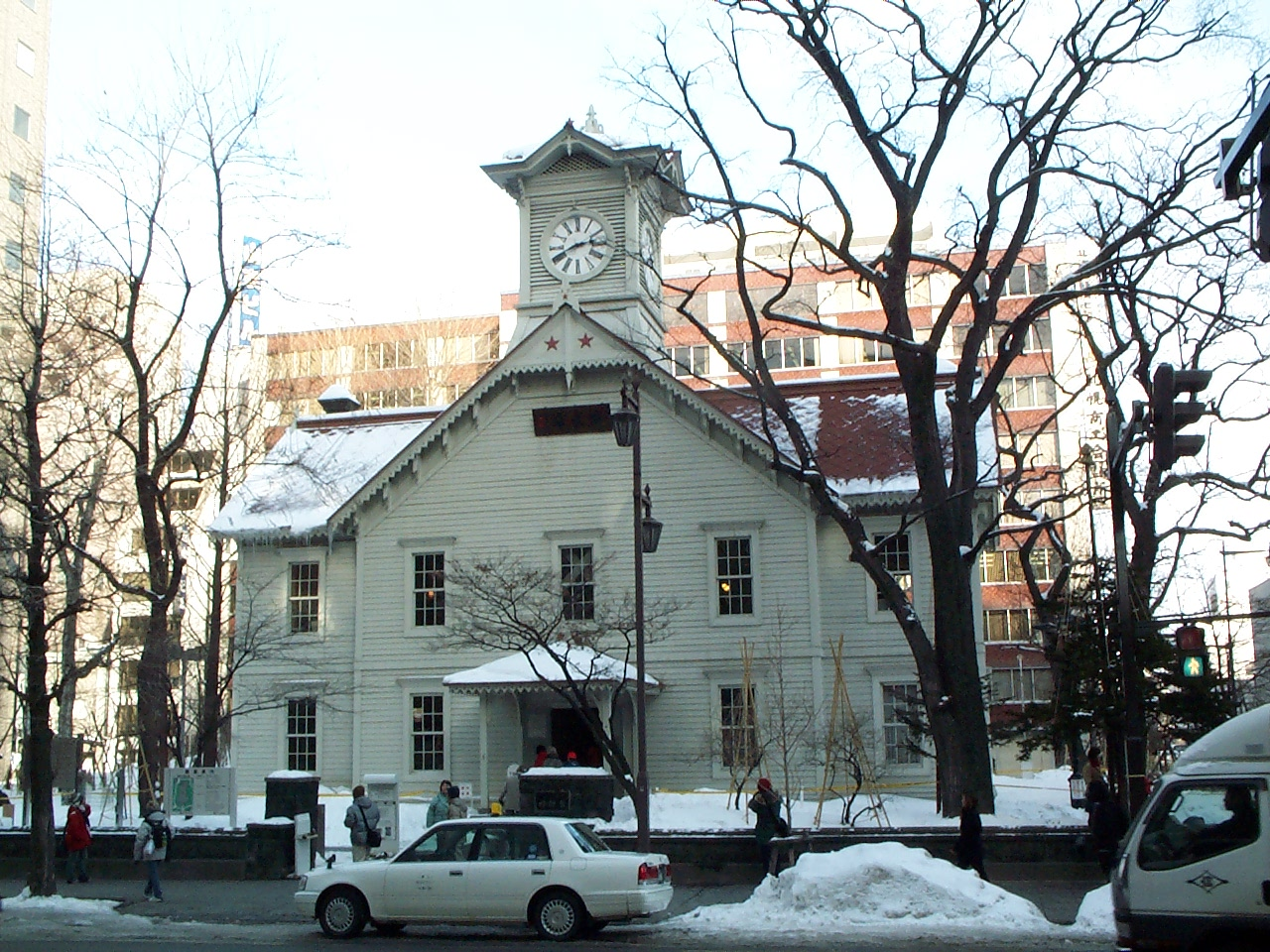
Wahrzeichen der Stadt: Sapporos Uhrenturm, im 19. Jahrhundert Teil der Hokkaido-Universität

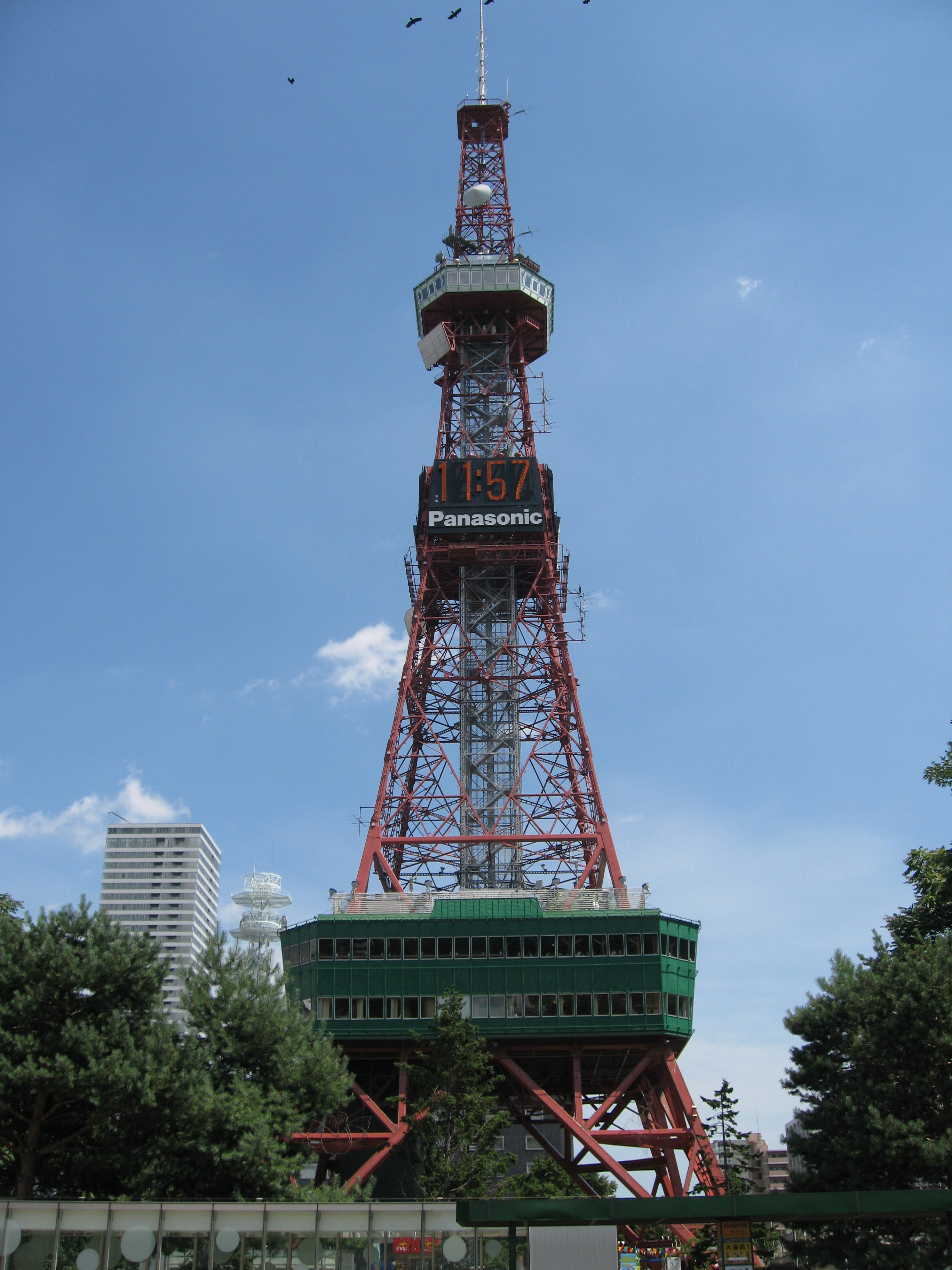
Fernsehturm

Sapporo ist eine verhältnismäßig junge Stadt, deren wenige historische Sehenswürdigkeiten den starken westlichen Einfluss während der Meiji-Restauration verraten:
- der als Wahrzeichen der Stadt geltende Uhrenturm der ehemaligen Versammlungshalle der landwirtschaftlichen Universität (s. o.). Die Charta der Stadt beginnt mit den Worten: Wir sind die Bürger der Stadt Sapporo, wo die Glocke des Uhrenturms läutet.
- das bis in die 1970er Jahre als Amtssitz des Gouverneurs von Hokkaidō dienende Verwaltungsgebäude aus roten Klinkern, heute zum Biermuseum Sapporos umfunktioniert.
- die im gleichen Stil erbauten, mit Efeu bewachsenen Gebäude der alten Sapporo-Brauerei von 1876, die inzwischen zur größten Bierhalle Japans umgestaltet wurden.
- das Erschließungsdorf (北海道開拓の村 開拓の村, kaitaku no mura), ein Freiluftmuseum, in dem restaurierte alte Gebäude aus ganz Hokkaidō zu besichtigen sind.
- der Fernsehturm in Stahlfachwerkbauweise.
- der Hokkaidō-jingū, Hokkaidōs größter Shintō-Schrein.

### Sport
Sportbauten, Sportklubs und Veranstaltungen
- Makomanai-Stadion und Makomanai-Hallenstadion
- Baseball – Sapporo ist die Heimat des Baseballvereins Hokkaidō Nippon Ham Fighters aus der Pacific League, dessen Spiele im Sapporo Dome ausgetragen werden.
- Fußball – Sapporo ist die Heimat des Fußballvereins Consadole Sapporo aus der J. League, dessen Spiele im Sapporo Dome ausgetragen werden. Hier fanden anlässlich der Fußball-Weltmeisterschaft 2002 drei Vorrundenspiele statt.
- Rugby Union – Der Sapporo Dome war einer der Austragungsorte der Rugby-Union-Weltmeisterschaft 2019.
- Sapporo-Halbmarathon und Hokkaidō-Marathon
- Ōkurayama-Schanze: Skispringen, Langlauf, Nordische Kombination:
  - Nordische Skiweltmeisterschaften 2007

Olympische Sommerspiele 2020/Wettbewerbe
Aufgrund des im Vergleich zu Tokio milderen Klimas werden die Geh- und Marathonwettbewerbe der Olympischen Sommerspiele 2020 (durch die COVID-19-Pandemie auf 2021 verschoben) in Sapporo ausgetragen.

## Wirtschaft & Infrastruktur

### Wirtschaft
In der Stadt befindet sich auch eine der japanischen Wertpapierbörsen: die Sapporo Securities Exchange.

### Verkehr

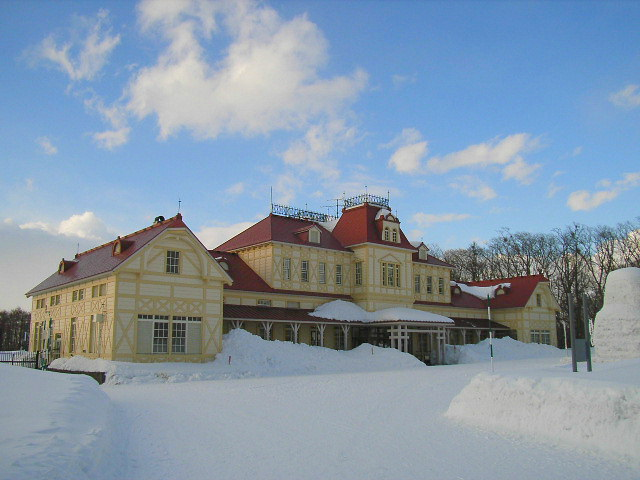
Altes Bahnhofsgebäude von Sapporo, im kaitaku no mura

- Straßenbahn Sapporo – 1909 in Betrieb genommen, drei Linien
- U-Bahn Sapporo – 1971 in Betrieb genommen, drei Linien
- Bahnhof Sapporo auf der JR Hakodate-Hauptlinie
- Flughafen Neu-Chitose
- Straßen:
  - Dōō-Autobahn
  - Sasson-Autobahn
  - Nationalstraße 5
  - Nationalstraße 12
  - Nationalstraße 36
  - Nationalstraßen 230, 231, 274, 275, 337, 453

### Universitäten und Colleges
- Universität Hokkaidō
- Pädagogische Hochschule Hokkaidō

## Sapporo in der Popkultur
Der japanische Autor Haruki Murakami lässt in seinen Romanen Wilde Schafsjagd und Tanz mit dem Schafsmann seinen Protagonisten jeweils nach Sapporo reisen.
Im Videospiel Yakuza 5 bereist der Spieler mit einem der spielbaren Charaktere die fiktionale Stadt Tsukimino, welche der Stadt Sapporo inklusive des Schneefestivals nachempfunden ist.